# Fachschule für Weinbau und Kellerwirtschaft und Weingut Silberberg

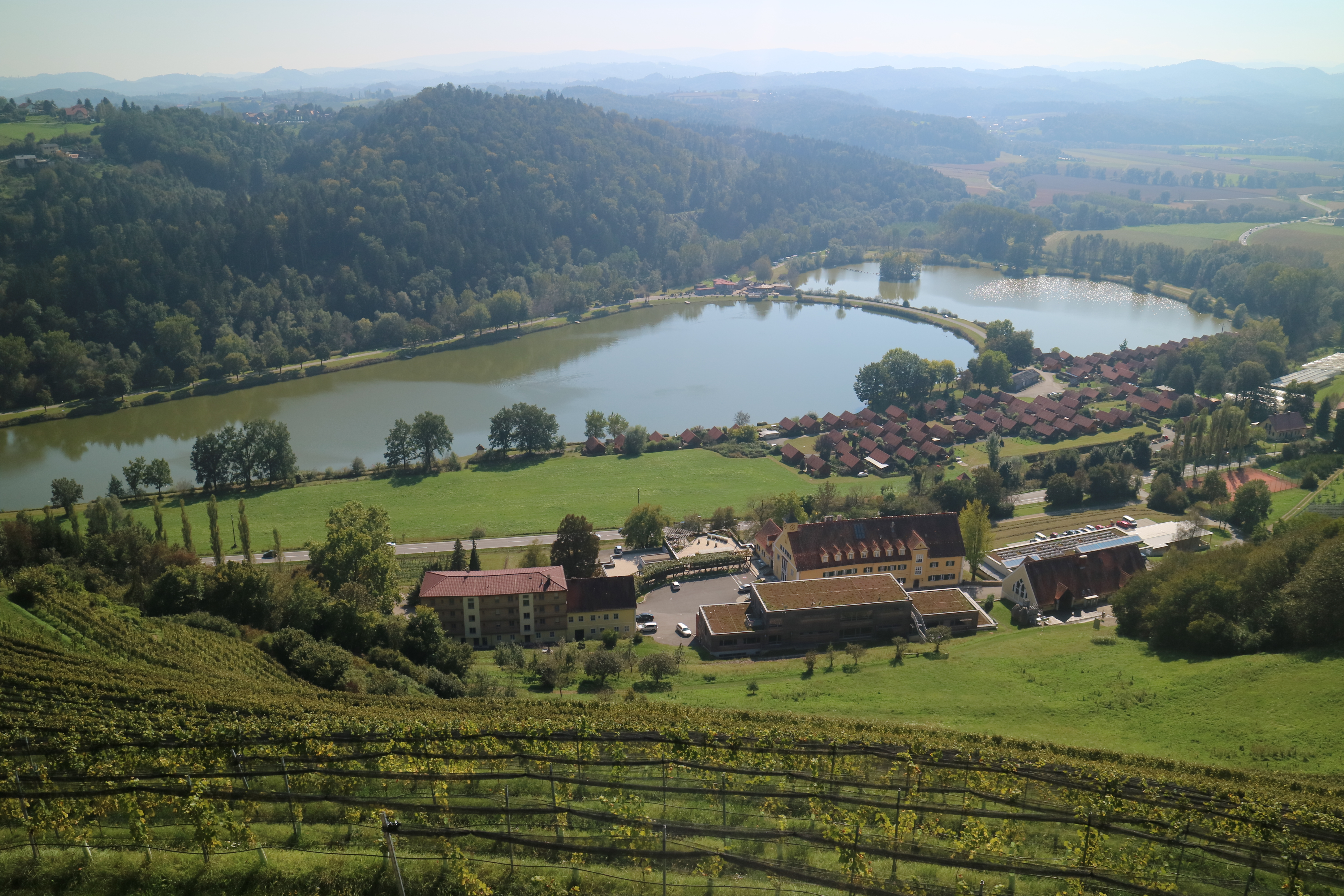
Blick Richtung Süden auf Fachschule und Weingut vor dem Sulmsee

Die Fachschule für Obst- und Weinbau Silberberg ist eine Fachschule für Obst und Weinbau und dazugehörendem Landesweingut in der Gemeinde Leibnitz im gleichnamigen Bezirk im Weinbaugebiet Südsteiermark.

## Geschichte
Die Weinbauschule Silberberg wurde 1895 gegründet und war die Grundlage des heutigen Landesweingutes Silberberg. Die Steiermärkische Landesregierung unterstützte den Weinbau in der Steiermark sehr stark und finanzierte nicht nur die Schule, sondern übernahm in der Ersten Republik auch in Not geratene Weinbaubetriebe, gliederte sie in das Landesweingut ein und bewirtschaftete sie als solche. Da viele dieser Weingüter an der neu entstandenen Staatsgrenze lagen, erhielt das Weinbaugebiet auch die erste Grenzlandförderung.
Das Weingut Silberberg hat heute (Stand: 2019) eine Größe von 25 Hektar und wurde 1985 durch die Zusammenlegung der Landesweingüter Silberberg, Kitzeck, Schlossberg, Remschnigg und Glanz. Die Kellerei und Verarbeitung wurde in Silberberg errichtet.
Die Weingüter bestehen aus rund zehn Hektar Kleinterrassen. In Silberberg wurde außerdem ein Steilhangbewirtschaftungssystem entwickelt um auch die steilsten, und oft auch sonnigsten Plätze des Sausals für den Weinbau nutzen zu können.

## Fachschule für Obst- und Weinbau
Die Fachschule ist eine öffentlich-rechtliche Schule. Nach der 8. Schulstufe kann an der Schule in Silberberg begonnen werden. Im ersten Jahr werden Obst- und Weinbauern gemeinsam unterrichtet, ab dem zweiten Jahr findet der Unterricht getrennt statt. Nach einem einjährigen Praxisjahr ist es möglich, den Betriebsleiterlehrgang zu machen und damit den Abschluss als Obst- oder Weinbaumeisters zu erreichen. Danach steht auch das Erlangen der Berufsreifeprüfung offen.
Direktoren der Schule
- 1899–1923 Anton Stiegler
- 1923–1933 Otto Brüders
- 1934–1938 Franz Schaumayr
- 1938–1945 Michael Schlager
- 1945–1966 Hans Petschk
- 1966–2000 Robert Eder
- 2000–2019 Anton Gumpl
- seit 2019 Reinhold Holler